# Teodora (żona Justyniana I)

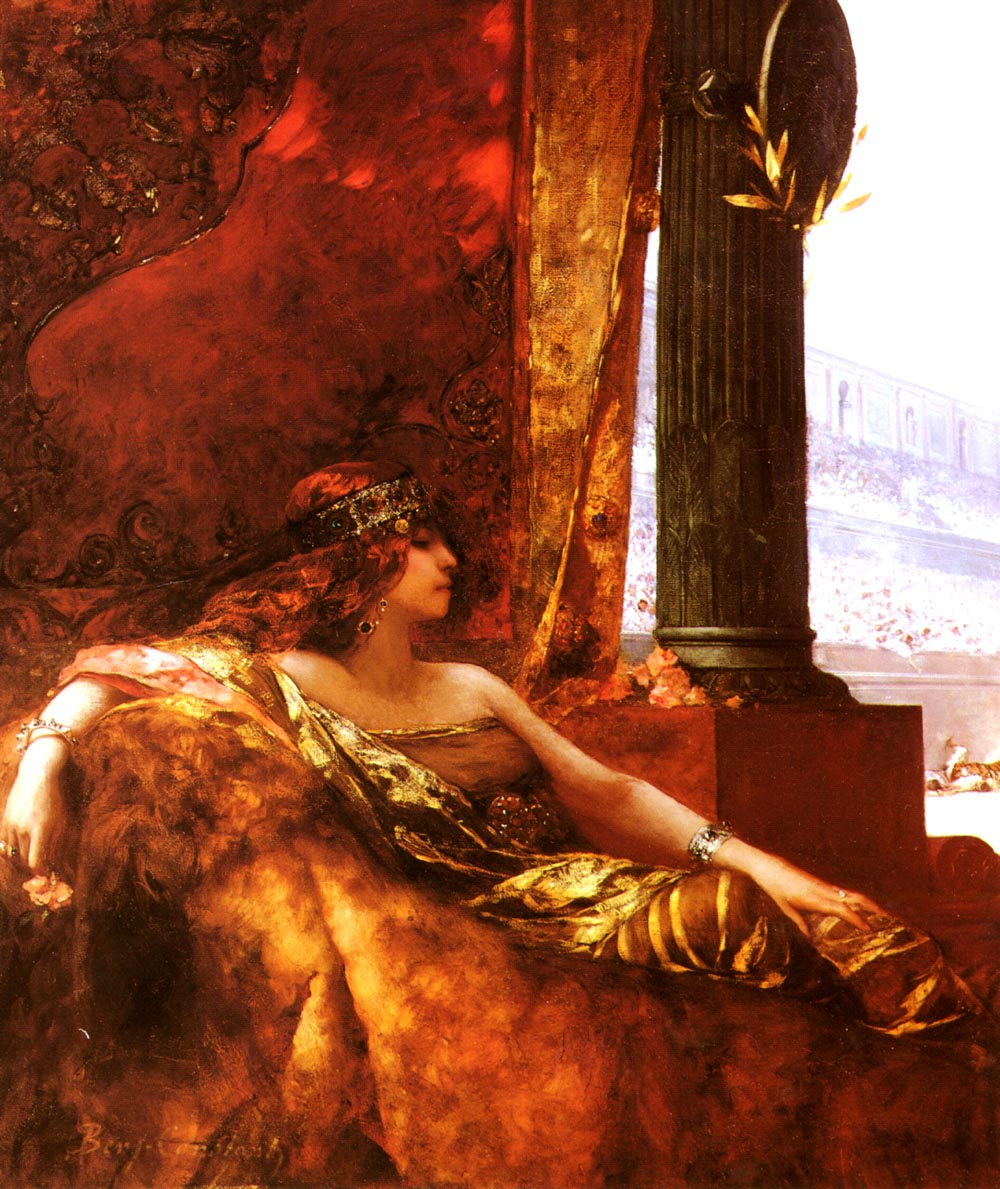
Teodora - obraz Jeana-Josepha Benjamina-Constanta

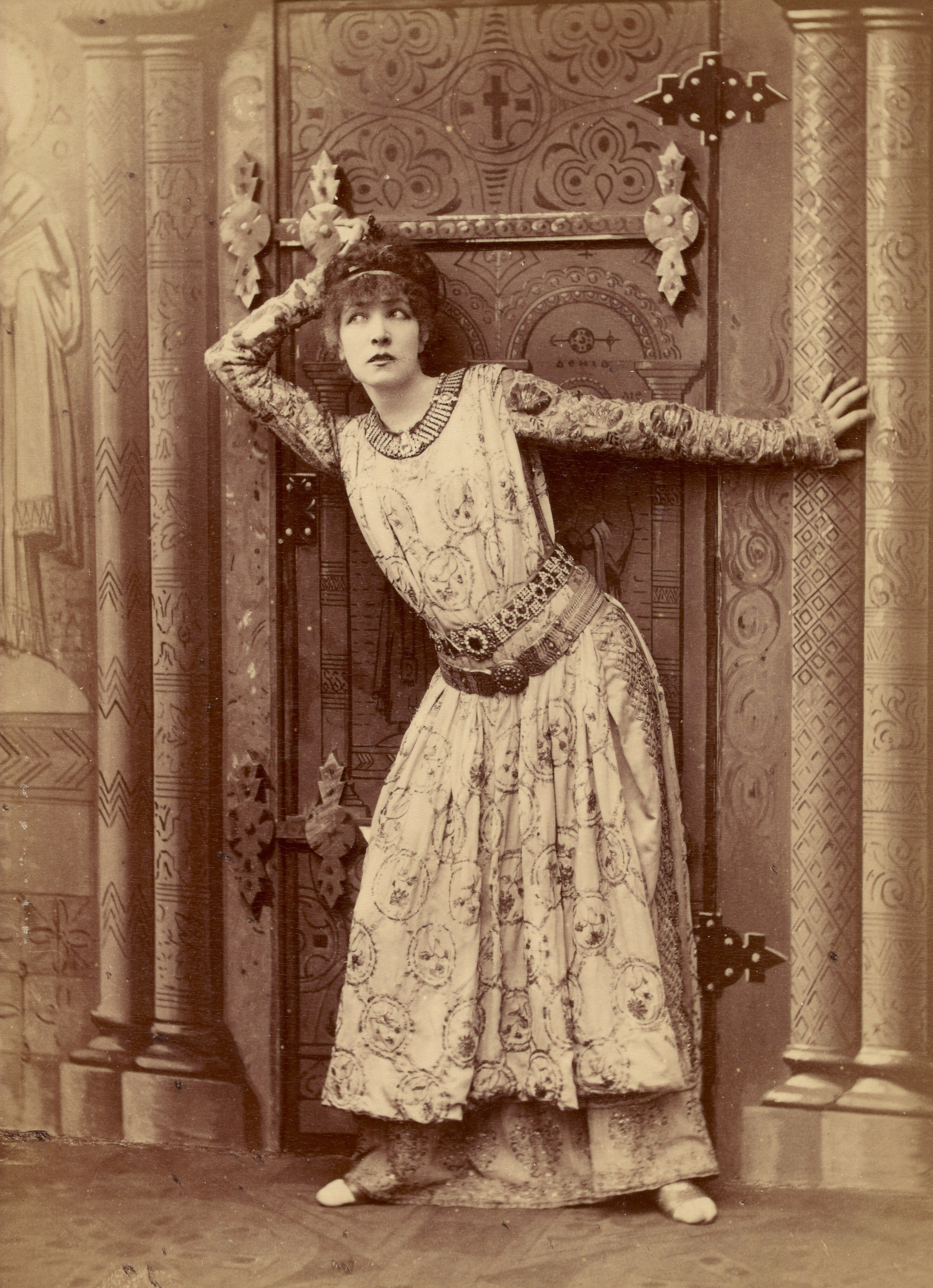
Sarah Bernhardt jako Teodora w inscenizacji sztuki Victoriena Sardou

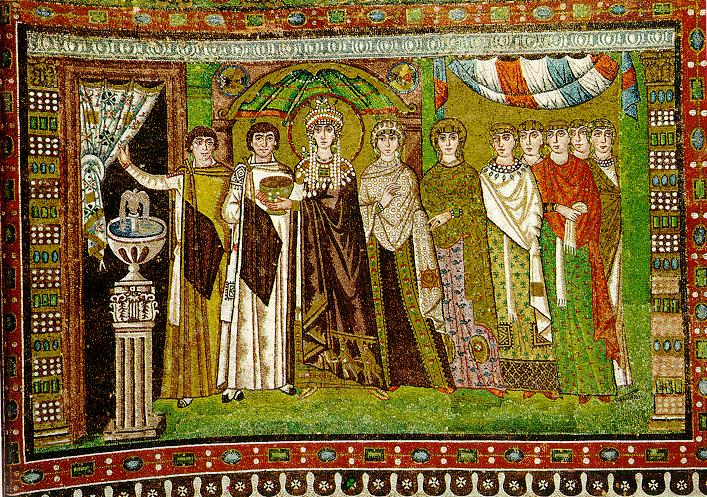
Teodora i jej dwór – mozaika z bazyliki San Vitale w Rawennie

Teodora (ur. ok. 500, zm. 28 czerwca 548) – żona cesarza bizantyńskiego Justyniana I Wielkiego.

## Życiorys
Miejsce jej urodzenia jest przedmiotem sporów historyków – mogła urodzić się w Konstantynopolu, jednak część badaczy przypuszcza, iż jej rodzina mogła przybyć do tego miasta z Paflagonii, Cypru lub pogranicza bizantyńsko-perskiego. Jej ojcem był Akakios, treser niedźwiedzi stronnictwa „zielonych” w hipodromie w Konstantynopolu – Teodora była drugą z jego trzech córek. Ojciec zmarł ok. 503 roku, matka zaś wkrótce ponownie wyszła za mąż. Ojczym, dzięki opisanemu w źródłach aktowi publicznego błagania matki Teodory na arenie (w wyniku odrzucenia przez „zielonych”) został zatrudniony na podobnym stanowisku w stronnictwie „błękitnych”, z którymi odtąd Teodora była związana.
W młodości Teodora trafiła na scenę teatralną, zapewne wprowadzona tam przez swą starszą siostrę Komito. Prokopiusz z Cezarei w pełnej jadu i nienawiści wobec Teodory Historii sekretnej szeroko opisał jej rozwiązłość wskazując, iż oprócz aktorstwa uprawiała również nierząd i oskarżając o najgorsze bezeceństwa („często szła w gościnę z dziesięcioma lub więcej młodzieńcami...”). Ok. 515–516 roku urodziła córkę. Po zdobyciu pewnego uznania w grupie mimów stała się najpewniej utrzymanką bogatych obywateli Konstantynopola. Według Prokopiusza w tym okresie powiła syna Jana, którego ojciec zabrał ze sobą do Arabii.
W 521 roku wyjechała do Cyrenajki za Hekebulosem z Tyru, który został zarządcą prowincji Pentapolis. Ten jednak po jakimś czasie oddalił ją. Teodora udała się wówczas w drogę powrotną do Konstantynopola, trafiając w drodze do Aleksandrii. Tam zapewne nawiązała bliskie kontakty z duchownymi monofizyckimi, być może wówczas właśnie przechodząc przełom i zrywając z dotychczasowym trybem życia. Kolejnym przystankiem w drodze do stolicy była Antiochia, gdzie na powrót nawiązała kontakty z „błękitnymi”. Wróciła do stolicy w 521 lub 522 roku i wkrótce potem poznała Petrusa Sabbatiusa, wówczas około czterdziestoletniego siostrzeńca i bardzo bliskiego współpracownika cesarza Justyna I.
Petrus zakochał się w Teodorze. Niechętna była jej jednak żona cesarza Eufemia, na przeszkodzie małżeństwu stało także prawo. Gdy jednak Eufemia umarła, ukochany Teodory nakłonił swego wuja do wprowadzenia prawa znoszącego zakaz małżeństwa członka rodziny cesarskiej z byłą aktorką (De nuptiis, 524), a następnie poślubił Teodorę (525). W 527 roku Justyn I odsunął się od rządów (kilka miesięcy później zmarł), a Petrus – który przyjął imię Justyniana – został ukoronowany na cesarza; wraz z nim cesarską purpurę przywdziała Teodora.
Teodora u boku Justyniana okazała się zręcznym politykiem, z jednej strony wspierała męża, który polegał na niej w dużym stopniu, z drugiej – prowadziła niekiedy samodzielną politykę oraz uprawiała liczne intrygi. Justynian miał wielki plan odzyskania Zachodu i odbudowy świetności cesarstwa rzymskiego, podporządkował tej idei wszelkie działania, zarówno w sferze polityki, jak i religii. Twarda egzekucja podatków w celu zebrania odpowiednich funduszy, w połączeniu z klęskami naturalnymi, niechęcią do nowego ceremoniału dworskiego wywołały w styczniu 532 roku zamieszki w hipodromie, które przerodziły się w powstanie Nika. Sukcesy powstańców zrodziły zwątpienie u Justyniana, który rozważał ucieczkę z miasta, wówczas jednak Teodora miała przekonać go do pozostania w Konstantynopolu i dania oporu buntownikom. To wówczas miała powiedzieć słynne zdanie, uwiecznione przez Prokopiusza: „purpura cesarska jest najwspanialszym całunem”. Rozgromienie powstania spowodowało jeszcze większy wzrost autorytetu Teodory i jej udziału w rządach.
Jednym z głównych celów Teodory była ochrona prześladowanych wcześniej monofizytów (zamieszkujących głównie Egipt i wschodnie tereny cesarstwa) i zrównania ich wyznania z wyznaniem chalcedońskim dominującym w Konstantynopolu i Rzymie. Wkrótce po powstaniu Nika, w 533 roku Justynian wydał edykt, który miał pogodzić oba odłamy chrześcijaństwa. Zaprzestano prześladowań monofizytów, powstał nawet monofizycki klasztor w Konstantynopolu. W 535 roku, po śmierci patriarchów Aleksandrii i Konstantynopola, na ich stanowiska powołani zostali – w Aleksandrii przywódca monofizytów Sewer, w Konstantynopolu bliski im Anthimos. Justynian nie porzucił jednak planów zdobycia Zachodu i w 536 roku, wobec zmiany sytuacji w Italii, która umożliwiała podjęcie działań wojennych, postanowił pozyskać poparcie papieża Agapita I. Gdy ten jako posłaniec ostrogocki przybył do Konstantynopola, Justynian zdołał uzyskać jego poparcie. Jednak jego ceną było odwrócenie się od monofizytów, nieakceptowanych na Zachodzie. Patriarcha Anthimos został odwołany, ponownie zaczęto prześladować monofizytów; nawet w zdominowanym przez nich Egipcie nominowany na patriarchę został chalcedończyk. To spowodowało, że Teodora podjęła na własną rękę kroki w celu zmiany położenia monofizytów. To dzięki jej intrydze w 537 roku papieżem został Wigiliusz, który wcześniej obiecał jej ustępstwa na rzecz wyznawców tego odłamu chrześcijaństwa. Nie dotrzymał jednak tych obietnic po objęciu urzędu, a w 541 roku wprost nazwał Anthimosa heretykiem. Teodora zdołała jednak częściowo chronić monofizytów, w szczególności utrzymując wielu spośród bardziej znaczących z nich w swoich pałacach, czy wspierając ich działalność (m.in. biskupa Jakuba Baradeusza).
Oprócz religii Teodora prowadziła liczne działania w celu polepszenia doli kobiet, w szczególności pochodzących z nizin społecznych. W prawach wydawanych przez Justyniana spotkać można takie, które miały zwiększyć rolę kobiet w rodzinie. W 535 roku próbowała zlikwidować domy publiczne w stolicy, związana jednak z tym ustawa nie miała szans wejść w życie. Podejmowała jednak próby kształcenia kobiet upadłych z własnej szkatuły, ufundowała też dla nich klasztor. Poprzez leczenie i naukę chciała przywrócić je społeczeństwu.
Jedną z kobiet podźwigniętych z tego stanu (przyjaciółką Teodory z czasów teatru) była Antonina, która ok. 530 roku została żoną świetnie zapowiadającego się wodza bizantyńskiego Belizariusza. Stała się ona prawą ręką Teodory w prowadzeniu różnych intryg, skierowanych m.in. także przeciwko samemu Belizariuszowi, do którego Teodora nie miała zaufania, mimo wielokroć okazywanej przez wodza lojalności wobec cesarza. To Antonina przeprowadziła plan Teodory obalenia papieża Sylweriusza i zastąpienia go Wigiliuszem. Także Antonina utkała sieć spisku, w którą wciągnięty został Jan z Kapadocji, jeden z głównych współpracowników Justyniana, bardzo sprawny szef skarbu; spisek nie powiódł się do końca, bowiem Teodorze nie udało się uśmiercić Jana, a Justynian skazał go jedynie na zesłanie. Snując intrygi przeciwko Belizariuszowi, Teodora doprowadziła do stopniowego zastępowania go przez jej bliskiego współpracownika, także zresztą wybitnego wodza, eunucha Narsesa, który wcześniej tworzył dla niej sieć szpiegów. Chroniła też samą Antoninę, m.in. uwięziła jej syna, który wystąpił przeciwko matce z powodu jej rozwiązłości. Prokopiusz z Cezarei oskarżył z kolei Teodorę o intrygę w celu zamordowania w 535 roku królowej ostrogockiej Amalasunty – zdaniem historyka obawiała się, aby ta nie zajęła jej miejsca u boku Justyniana, co zwiększyłoby jego szanse podboju Italii.
W okresie ciężkiej choroby Justyniana w 542 roku podczas wielkiej epidemii dżumy, Teodora sprawowała w jego zastępstwie faktyczne rządy. Nie wykorzystywała ich w celu zmiany polityki męża i rezygnacji ze starań o odbudowę cesarstwa na Zachodzie, które kosztowały prześladowaniami monofizytów. Doprowadziła jednak wówczas do oskarżenia o spisek Belizariusza i szykanowała go.
Teodora próbowała także wraz z Antoniną przeprowadzić intrygi mające zapewnić jej krewnym następstwo tronu. Już po małżeństwie z Justynianem zatroszczyła się o los wielu z nich. Siostra Komito poślubiła jednego z głównodowodzących armii, Sittasa, zaś własna córka Teodory poślubiła krewnego byłego cesarza Anastazjusza I. Wobec braku dzieci ze związku z Justynianem (prawdopodobnie z powodu choroby tego ostatniego w początkach ich małżeństwa) Teodora pragnęła zapewnić tron swojemu wnukowi Anastazjuszowi, który miał ożenić się z Janiną, córką Antoniny i Belizariusza, dziedziczką ich ogromnych bogactw. Mimo młodego wieku obojga Teodora i Antonina zmusiły ich do wspólnego zamieszkania, jednak plan się nie powiódł: po śmierci Teodory Antonina zabrała Janinę z powrotem i zerwała związek. Jednocześnie starała się pomniejszyć szanse innych potencjalnych kandydatów do tronu, m.in. Belizariusza czy kuzyna Justyniana - Germanosa (m.in. starała się nie dopuścić do małżeństw jego dzieci). Na tronie zasiadła po śmierci Justyniana inna krewna Teodory, jej siostrzenica (córka Komito i Sittasa) Zofia, która poślubiła za sprawą Teodory siostrzeńca Justyniana, Justyna.
Teodora zmarła 28 czerwca 548 r. Opis Prokopiusza z Cezarei wskazuje, że przyczyną śmierci mógł być rak. Pochowana została w kościele Świętych Apostołów w stolicy. Jej grób splądrowali krzyżowcy po zdobyciu Konstantynopola w 1204 roku.

## Teodora w kulturze
Postać Teodory pozostała w pamięci potomnych. Podróżnym pokazywano dom, w którym miała odbywać schadzki z Justynianem. W Syrii pamiętano o niej jako o opiekunce monofizytów (w tamtejszej legendzie zapomniano o jej pochodzeniu i uczyniono z niej córkę senatora). Zapewne i na Zachodzie pamiętano o niej, na co wskazuje XI-wieczna opowieści Aimoina z Fleury o młodych Justynianie i Belizariuszu, którzy poznali dwie damy lekkich obyczajów, z którymi później się pobrali.
Wielką popularność postać Teodory zyskała po pierwszym wydaniu drukiem Historii sekretnej Prokopiusza z Cezarei w 1623 roku – wcześniej to dzieło pozostawało praktycznie nieznane. Ukazany tam obraz Teodory, przesycony nienawiścią i w oczywisty sposób przerysowany, przyciągnął uwagę wielu historyków, literatów, artystów. Początkowo bezkrytycznie przyjmowano wizję Prokopiusza i np. Cezary Baroniusz potępiał ją energicznie. Później zaczęto dostrzegać jej siłę charakteru. W XIX w. zainteresowanie jej osobą odżyło. Swoje wizje tej postaci przedstawiali m.in. Edward Gibbon, Victorien Sardou (autor sztuki Théodora, wystawianej długi czas w Paryżu, tłumaczonej i adaptowanej na powieści), Charles Diehl (autor opublikowanej w 1904 r. naukowej biografii Teodory), Gabriele D’Annunzio, Robert Graves (Teodora pojawia się w jego Belizariuszu). Teodora stanowiła inspirację dla postaci cesarzowej Alixany w Sarantyńskiej mozaice Guya Gavriela Kaya.
Teodora trafiła też do kina – w 1954 roku wyprodukowano we Włoszech film Teodora, imperatrice di Bisanzio; postać cesarzowej odtwarzała w nim Gianna Maria Canale.
Teodora pojawiała się w także w sztukach plastycznych, głównie tworzonych w epoce Justyniana. Do naszych czasów przetrwało piękne przedstawienie cesarzowej w mozaice z apsydy kościoła San Vitale w Rawennie. Na fali zainteresowania sztuką Victoriena Sardou powstał m.in. jej fantastyczny portret pędzla Jeana-Josepha Benjamina-Constanta.